# Juan Francisco de Villava
Juan Francisco de Villava (Baeza, ¿1545? - ¿1619?) fue un escritor y teólogo español del Siglo de Oro.

## Biografía
Por Nicolás Antonio en su célebre Bibliotheca Nova Hispana (I, p. 695) se sabe que Juan Francisco de Villava vivió entre los siglos XVI y XVII, que su patria fue la villa de Baeza y que como teólogo desempeñó el cargo de prior o párroco de la villa de Cabra, en el Obispado de Córdoba, y después en la de Jabalquinto, en la diócesis de Jaén. Manuel Pérez Lozano los amplió un poco más: debió nacer entre 1540 y 1550 y estudió Teología en la Universidad de Baeza obteniendo el grado de Maestro en la misma y luego el puesto de párroco en san Marcos. A causa de las denuncias que hizo al prior de la Iglesia de San Andrés (Baeza), Pedro de Ojeda, por considerarlo un alumbrado, se le rebajó de categoría a ser prior en Cabra de Santo Cristo, puesto que era muy inferior al que ostentaba en Baeza. Allí estuvo hasta 1607, cuando fue nombrado prior de la villa de Jabalquinto, localidad próxima a Baeza y más pujante que la anterior.

## Obra
Entre las obras que cita Nicolás Antonio muchas se han perdido o andan extraviadas o anónimas, pero no sus cien Empresas espirituales y morales..., que llegaron a imprimirse (Baeza, Fernando Díaz de Montoya, 1613). Pertenecen al género de los emblemas y constituyen fundamentalmente un ataque contra "la seta de los agapetas y alumbrados". A tal fin retuerce los significados y las interpretaciones alegóricas de las imágenes con una mentalidad plenamente inquisitorial. Pero su erudición es sólida y abundante no solo en autores sagrados, sino en paganos. Para Villava los agapetas son detestables porque 
Los más de ellos han sido hipócritas y so especie de religión han hecho notabilíssimos daños, me ha sido forçozo tocar en materia de hypocresías y traer de historias antiguoas y modernas los daños que hypócritas han hecho en diferentes tiempos y lugares, y las traças que han usado para engañar al vulgo, que no distingue todas vezes entre la verdadera y fingida sanctidad
Su libro trata de ser una admonición para que todos queden "bien instruydos y enseñados" respecto a a la herejía que encubre sus engaños so capa de devoción y religión.

## Publicaciones
- Empresas espirituales y morales, en que se finge que diferentes supuestos las traen al modo extrangero, representando el pensamiento en que mas pueden señalarse; asi en virtud, como en vicio, de manera que pueden servir a la Christiana piedad...por ocasion de la primera empresa, que se dirige al Supremo Consejo de la... Inquisicion de España, se haze un largo discurso apologetico contra la seta [sic] de los Agapetas y Alumbrados (Baeza: Fernando Díaz de Montoya, 1613)